# 埃及蓝

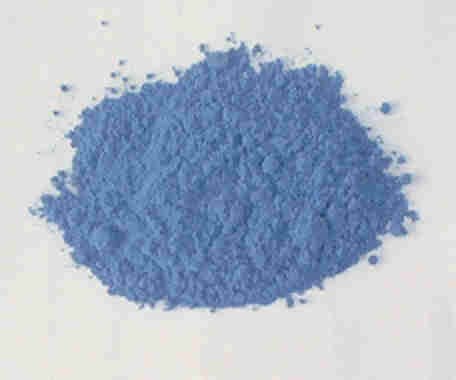
埃及蓝粉末

埃及蓝，或称硅酸铜钙（CaCuSi4O10或CaOCuO(SiO2)4），是源于古埃及的一种蓝色合成颜料，被认为是人类历史上最早的人工合成颜料。

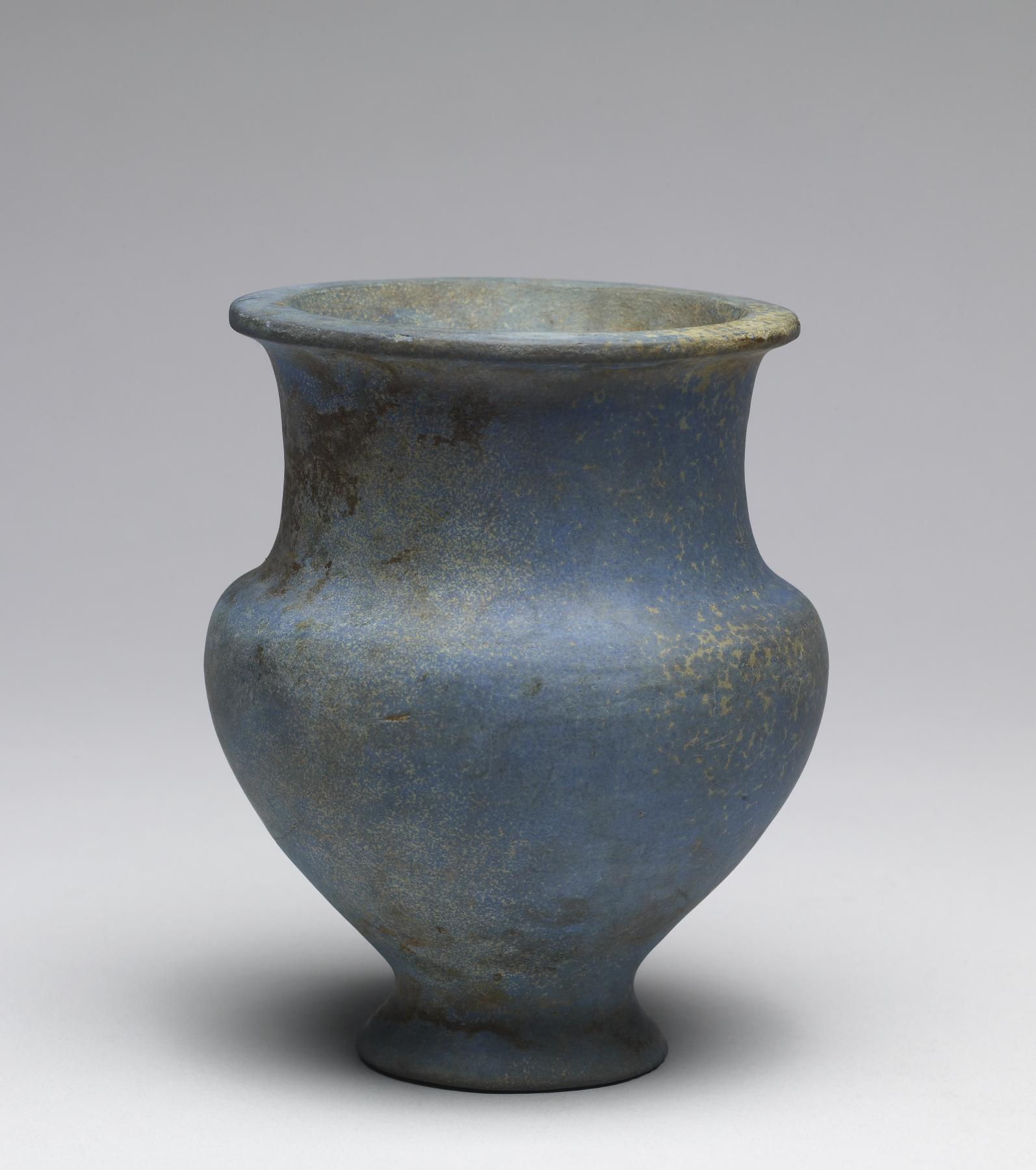
埃及新王国时期的埃及蓝陶器

根据孟菲斯大学埃及学家洛尔莱·科科伦（Lorelei H. Corcoran）的研究，埃及蓝的使用可以追溯到埃及前王朝奈加代三期文化时期。埃及语中称这种颜料为“ḫsbḏ-ỉrjt”，意为“人造青金石”，即是指发明此种颜料的目的是替代昂贵的青金石（ḫsbḏ）颜料。埃及蓝后来流传至欧洲，在古罗马有广泛使用，罗马人称之为“caeruleum”（蔚藍色）。但此后埃及蓝逐渐消失，相关制作技术也随之亡佚。
汉弗里·戴维等近现代科学家对埃及蓝颜料做了化学鉴定分析，并还原了其制备方式。